# Amphilius rheophilus
Amphilius rheophilus es una especie de pez de la familia Amphiliidae en el orden de los Siluriformes.

## Morfología
Los machos pueden llegar alcanzar los 12,2 cm de  longitud total.

## Distribución geográfica
Se encuentran en África: ríos  Gambia,  Senegal y  Níger.